# Stichkanal Hildesheim
Der Stichkanal Hildesheim (SKH) verbindet den Mittellandkanal mit dem Hafen Hildesheim. Er wurde 1928 in Betrieb genommen.

## Verlauf
Der Stichkanal Hildesheim zweigt östlich von Hannover im Gebiet der Stadt Sehnde zwischen den Ortsteilen Sehnde und Bolzum vom Mittellandkanal (MLK) ab. Er verläuft vom Abzweig bei MLK-km 183,25 in südliche Richtung und endet bei km 15,1 im Hafen Hildesheim. Die Bundeswasserstraße, für die seit dem 5. Februar 2020 das Wasserstraßen- und Schifffahrtsamt Mittellandkanal / Elbe-Seitenkanal zuständig ist (zuvor das Wasserstraßen- und Schifffahrtsamt Braunschweig), endet bei km 14,4. Bei km 0,8 überwindet die Schleuse Bolzum einen Höhenunterschied von 8 Metern und hebt den Kanal auf ein Niveau von 73 m ü. NN. Als „Bergfahrt“ gilt die Richtung nach Hildesheim. Bei SKH-km 14 ist ein Sportboothafen geplant. Im Hafen Hildesheim dürfen auch Sportboote an der Liegestelle anlegen.

## Ausbau und Abmessungen
Der Kanal darf von Schiffen bis 110 m Länge, 10,60 m Breite und 2,10 m Tiefgang befahren werden. Verbände dürfen 150 m Länge, 10,60 m Breite und 2,00 m Tiefgang haben. Bei kleineren Abmessungen ist ein Tiefgang bis 2,30 m zulässig.

## Schleusen
| Schleuse Bolzum    |                             |
| Lage:              | km 0,76                     |
| Geografische Lage: | Bolzum (Stadt Sehnde) (⊙)   |
| Bedienung:         | Fernbedienzentrale Anderten |
| Fallhöhe:          | 8,00 m                      |
| Sparbecken:        | ohne Sparbecken             |
| Erbaut:            | 2007–2012                   |
| Nutzlänge:         | 139 m                       |
| Breite:            | 12,50 m                     |
| Durchfahrtshöhe:   | ? m                         |
| Abladetiefe:       | 2,80 m                      |

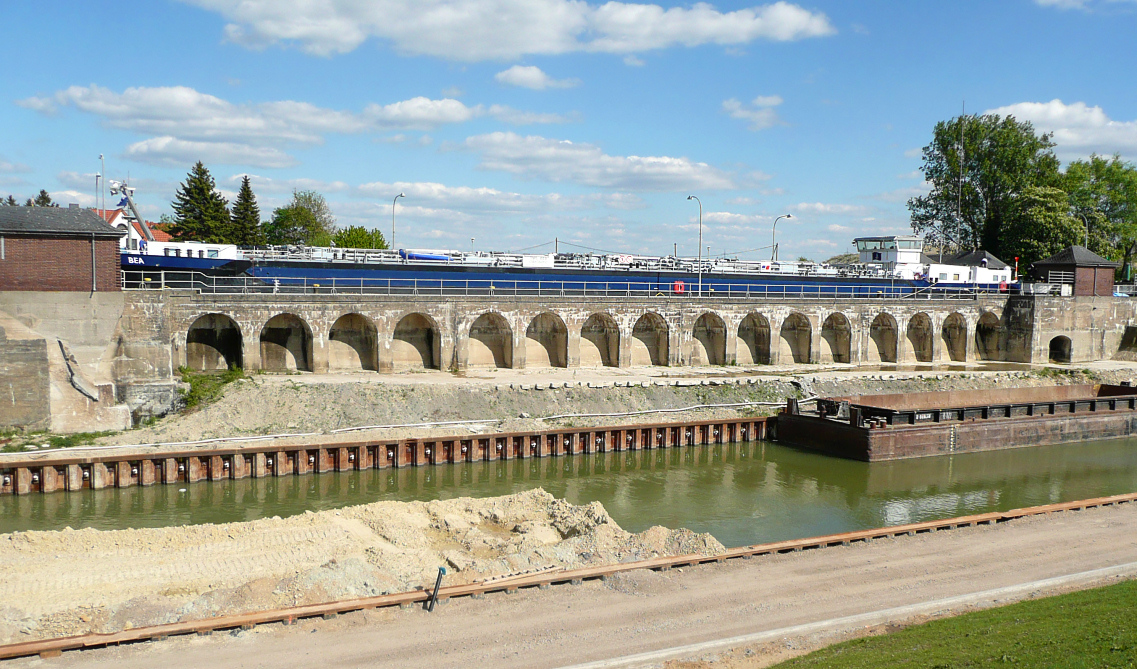
Alte Schleuse Bolzum mit Schiff

Der Bau der neuen Schleuse wurde erforderlich, weil die alte nicht mehr den Abmessungen der modernen Güterschifffahrt entsprach und weil deren schlechter baulicher Zustand umfangreiche Instandsetzungsmaßnahmen erfordert hätte. Die alte Schleuse wurde vom Wasser abgetrennt und teilverfüllt. Sie bleibt als technisches Denkmal erhalten.
Im Zuge des Ausbaus des Stichkanals Hildesheim wird der Wasserspiegel um einen halben Meter auf
73,5 m ü. NN angehoben. Die Fallhöhe der Schleuse steigt dann auf 8,50 m.